# Gito, l'ingrat
Pour plus de détails, voir Fiche technique et Distribution.
Gito, l'ingrat est un film burundais réalisé par Léonce Ngabo, sorti en 1992. C'est une comédie à propos d'un homme imbu de lui-même rudement ramené à la réalité, et qui est tiraillé entre deux femmes, une blanche (l'Européenne) et l'autre noire (l'Africaine). C'est le premier long-métrage burundais, coproduit avec la Suisse et la France.

## Synopsis
Gito, un jeune intellectuel du Burundi parti faire des études en France, rentre chez lui avec des diplômes et des ambitions ministérielles. Mais ses désirs se heurtent à la réalité du pays. Il fera contre fortune bon cœur avec l’aide des deux femmes de sa vie.

## Fiche technique
- Titre original : Gito, l'ingrat
- Réalisation : Léonce Ngabo
- Production : Jacques Sandoz, Films Production
- Montage : Dominique Roy
- Musique : Pierre-Alain Hofmann
- Image : Matthias Kälin
- Son : Ricardo Castro
- Durée : 87 min
- Format : Couleurs
- Langues : Français et Kirundi

## Distribution
- Joseph Kumbela
- Marie Bunel
- Aoua Sangare
- Bahaga Prosper Burikukiye
- Eric Depreter
- Louis Kamatari

## Festivals
- Amakula Kampala International Film Festival, Uganda (1992)
- Jameson Dublin International Film Festival, Irlande (1992)
- London Film Festival, Angleterre

## Distinctions
- Prix Oumarou Ganda Prize et Prix Meilleur Acteur (Joseph Kumbela) au FESPACO - Festival Panafricain du Cinéma de Ouagadougou, Burkina Faso (1993)
- 2e prix, section des Jeunes, Cannes Films Festival, France (1993)
- Prix Air Afrique au African Film Festival, Italie (1993)
- Meilleur film - Prix du Jury au Lisboa Film Festival, Portugal (1993)
- Prix Émile Cantillon et Prix de l’ACCT au Festival International du Film Francophone, Belgium (1992)
- Prix de la Ville d'Amiens du Amiens International Film Festival, France (1992)
- Prix Hani Jahvaria et Prix de la Presse ATCE au Carthage Film Festival, Tunis (1992)